# Montana Sinaia
Montana Sinaia a fost un club de fotbal din Sinaia, județul Prahova, România.

## Istoric
Clubul a fost fondat în 1979 ca Asociația Sportivă Bucegi Sinaia și a jucat sub denumirea de OJT Bucegi Sinaia în Liga a V-a, Campionatul Teritorial Câmpina. A promovat în Liga a IV-a în sezonul 1980-81, de unde a retrogradat în 1982 și s-a desființat. A fost reînființată în 1984 ca Montana Sinaia și a câștigat Liga a V-a în sezonul 1985-86.
A câștigat Liga a IV-a în sezonul 1986-87 și a promovat în Liga a III-a după barajul cu Oțelul Roșu Călărași cu scorul general de 5-0 (3-0 la Sinaia, 0-2 la Călărași). A promovat în Divizia B în sezonul 1989-90. Clubul a fuzionat cu Caraimanul Bușteni înaintea returului sezonului 1990-91 din Divizia B, jucând sub denumirea de Montana Caraimanul Bușteni.

## Palmares
- Liga a III-a
  - Câștigători (1): 1989-90
- Liga IV – Județul Prahova
  - Câștigători (1): 1986-87
- Liga V – Județul Prahova
  - Câștigători (1): 1980-81, 1985-86
- Cupa României – Județul Prahova
  - Câștigători (1): 1986-87

- Apariții în Liga a II-a: 1
- Cea mai bună clasare în Liga a II-a: locul 18 (1990-91)
- Cel mai bun rezultat în Cupa României: 1/16 (1987-88)